# Verwaltungsverfahrensgesetz (Deutschland)
Das Verwaltungsverfahrensgesetz (VwVfG) der Bundesrepublik Deutschland enthält Regeln für die öffentlich-rechtliche Verwaltungstätigkeit der Behörden des Bundes, der bundesunmittelbaren Körperschaften, Anstalten und Stiftungen des öffentlichen Rechts.

## Geschichte
Eine erste Publikation zu den Regeln, nach denen sich die Verwaltung bei ihrer öffentlich-rechtlichen Tätigkeit zu richten hat, stammt von Veit Ludwig von Seckendorff (Der deutsche Fürstenstaat, 1656). 100 Jahre später schrieb Gottlob von Justi über die Grundsätze der Policey-Wissenschaft (1756). Nach Erscheinen der Verwaltungslehre Lorenz von Steins (1865) haben Ende des 19. Jahrhunderts zunächst das Königreich Preußen und Baden eigene Gesetze zur Regelung des Verwaltungsverfahrens erlassen. Thüringen und Württemberg folgten in den Jahren 1926 und 1931.
Nach Verkündung des Grundgesetzes am 23. Mai 1949 erarbeiteten verschiedene Länder voneinander unabhängig Gesetze oder zumindest Entwürfe, was zu uneinheitlichen Lösungen im Bundesgebiet führte. Deshalb entschlossen sich Bund und Länder 1964, gemeinsam den Musterentwurf eines Verwaltungsverfahrensgesetzes zu erarbeiten mit dem Ziel, diesen Entwurf inhaltlich gleichlautend vom Bundestag als Bundesgesetz und von den Länderparlamenten jeweils als Landesgesetz zu erlassen. Ein in Bund und Ländern einheitliches Verfahrensrecht sei sowohl im Interesse des Bundes und
der Länder wie auch im Interesse des Staatsbürgers geboten. Als Ergebnis einer Diskussion in der Fachwelt wurde 1970 ein zweiter Gesetzentwurf erarbeitet, der jedoch nicht mehr verabschiedet wurde. Der Entwurf des Verwaltungsverfahrensgesetzes (VwVfG) vom 18. Juli 1973 griff dann die weitere Rechtsentwicklung auf – darunter auch Kodifikationen im Ausland, soweit diese auf die verfassungsrechtliche Lage in der Bundesrepublik übertragbar waren – und trat zum 1. Januar 1977 in Kraft.
In der DDR sah das Gesetz über die Bearbeitung der Eingaben der Bürger lediglich eine informelle Konfliktbewältigung vor.

## Anwendungsbereich
Der Bund besitzt gem. Art. 83 ff. GG eine Gesetzgebungskompetenz für das Verwaltungsverfahren nur, soweit es Bundesbehörden betrifft oder soweit andere Behörden Bundesrecht ausführen.
Das Bundesgesetz gilt daher gem. § 1 Abs. 1 VwVfG für die öffentlich-rechtliche Verwaltungstätigkeit der Behörden des Bundes sowie der bundesunmittelbaren Körperschaften, Anstalten und Stiftungen des öffentlichen Rechts. Gem. § 1 Abs. 2 VwVfG gilt es auch für die Behörden der Länder, der Gemeinden und Gemeindeverbände, der sonstigen der Aufsicht des Landes unterstehenden juristischen Personen des öffentlichen Rechts, wenn sie Bundesrecht im Auftrag des Bundes oder als eigene Angelegenheit ausführen.
Für die Ausführung von Bundesrecht durch die Länder gilt das VwVfG jedoch nicht, soweit die öffentlich-rechtliche Verwaltungstätigkeit der Behörden landesrechtlich durch ein Verwaltungsverfahrensgesetz geregelt ist (§ 1 Abs. 3 VwVfG). Soweit das Landesrecht mit dem Bundesrecht wortlautgleich ist, sichert das Bundesverwaltungsgericht die einheitliche Auslegung (§ 137 Abs. 1 Nr. 2 VwGO).
Für die Ausführung von Bundesrecht und für den Vollzug von Landesrecht durch Landesbehörden, die Gemeinden und Gemeindeverbände und der sonstigen der Aufsicht des jeweiligen Landes unterstehenden juristischen Personen des öffentlichen Rechts haben die Länder eigene Verfahrensgesetze erlassen, die jedoch inhaltlich weitgehend mit dem Bundesgesetz übereinstimmen. Eine Ausnahme macht Schleswig-Holstein, das mit dem Landesverwaltungsgesetz (LVwG) eine ältere und unabhängig entstandene Kodifikation hat. Einige Länder, etwa Berlin, begnügen sich auch mit einer Übernahme der bundesrechtlichen Regelung oder verweisen nur auf diese.
Für die Tätigkeit bestimmter inländischer Behörden, die Vertretungen des Bundes im Ausland sowie die Kirchen, Religionsgesellschaften und Weltanschauungsgemeinschaften gilt das VwVfG nicht (§ 2 Abs. 1, Abs. 2, Abs. 3 Nr. 3 VwVfG), für die Gerichts- und Justizverwaltung sowie bei Leistungs-, Eignungs- und ähnlichen Prüfungen nur eingeschränkt (§ 2 Abs. 3 Nr. 1 und Nr. 2 VwVfG). Den Religionsgesellschaften ist durch Artikel 140 des Grundgesetzes in Verbindung mit Artikel 137 der Weimarer Reichsverfassung ein kirchliches Selbstbestimmungsrecht in der Verwaltung ihrer Angelegenheiten garantiert. 
Insbesondere haben die Finanzverwaltung mit der Abgabenordnung (AO) und die Sozialverwaltung, deren Behörden als Sozialleistungsträger besondere Teile des Sozialgesetzbuches ausführen (etwa BAföG und Wohngeldgesetz), mit dem Zehnten Buch Sozialgesetzbuch (SGB X) eigene Verfahrensregelungen. Die Besonderheiten dieser Sachgebiete gestatten eine allgemeine Anwendung des Verwaltungsverfahrensgesetzes nicht.

## Der Verwaltungsakt
Zu den wichtigsten Regelungen gehört die Legaldefinition des Verwaltungsakts in § 35 Satz 1 VwVfG. Für dessen Zustandekommen sieht z. B. § 28 VwVfG grundsätzlich eine vorherige Anhörung des Bürgers vor, ohne die der Verwaltungsakt formell rechtswidrig sein könnte.

## Der Verwaltungsvertrag
Daneben werden auch andere Handlungsformen der öffentlichen Verwaltung geregelt, wie z. B. der öffentlich-rechtliche Vertrag (auch: Verwaltungsvertrag), bei dem nicht die Behörde einseitig Recht setzt, sondern durch gleichberechtigte Beteiligung des Bürgers die Akzeptanz des Verwaltungshandelns erhöhen kann (§§ 54 bis 62 VwVfG).

## Weitere Inhalte
Das Gesetz enthält zahlreiche weitere Regelungen. Zum Beispiel, wie die Behörden ihr Ermessen auszuüben haben (§ 40 VwVfG), welche Folgen Verfahrens- und Formfehler haben (§§ 44 bis 46 VwVfG) und wie Planfeststellungsverfahren durchzuführen sind (§§ 72 bis 78 VwVfG).

## Änderungen
Durch das Dritte Gesetz zur Änderung verwaltungsverfahrensrechtlicher Vorschriften vom 21. August 2002 wurde unter anderem auch das Verwaltungsverfahrensgesetz ausdrücklich für die elektronische Kommunikation geöffnet. Die Änderungen traten am 1. Februar 2003 in Kraft. Der neu eingefügte § 3a VwVfG ermöglicht als Generalklausel für E-Government insbesondere elektronische Verwaltungsakte und Anträge. Gleichlautende Regelungen wurden zeitlich nachfolgend in die Verwaltungsverfahrensgesetze der Länder aufgenommen.
Die §§ 23 und 26 haben durch Artikel 4 Abs. 8 des Kostenrechtsmodernisierungsgesetzes vom 5. Mai 2004 eine Änderung erfahren.
Mit dem 5. VwVfÄndG wurden mit Wirkung zum 1. Januar 2024 die §§ 27a bis 27c VwVfG zur Digitalisierung der Öffentlichkeitsbeteiligung dauerhaft in das Gesetz eingefügt. Auf alle davor begonnenen, aber nicht abgeschlossenen Verwaltungsverfahren sind das VwVfG in der bis zum 31. Dezember 2023 geltenden Fassung und das Planungssicherstellungsgesetz weiter anzuwenden (§ 102a VwVfG). Mit dem Planungssicherstellungsgesetz (PlanSiG) vom 20. Mai 2020 sollte zunächst befristet sichergestellt werden, dass auch unter den erschwerten Bedingungen während der COVID-19-Pandemie Planungs- und Genehmigungsverfahren sowie besondere Entscheidungsverfahren mit Öffentlichkeitsbeteiligung ordnungsgemäß durchgeführt werden können. Nach Abschluss der Evaluierung des PlanSiG durch das Deutsche Forschungsinstitut für öffentliche Verwaltung im Herbst 2022 wurden bewährte Regelungen in Dauerrecht überführt.

## Gliederung des Gesetzes
Teil I Anwendungsbereich, örtliche Zuständigkeit, elektronische Kommunikation, Amtshilfe, europäische Verwaltungszusammenarbeit
Abschnitt 1 Anwendungsbereich, örtliche Zuständigkeit, elektronische Kommunikation
- § 1 Anwendungsbereich
- § 2 Ausnahmen vom Anwendungsbereich
- § 3 Örtliche Zuständigkeit
- § 3a Elektronische Kommunikation

Abschnitt 2 Amtshilfe
- § 4 Amtshilfepflicht
- § 5 Voraussetzungen und Grenzen der Amtshilfe
- § 6 Auswahl der Behörde
- § 7 Durchführung der Amtshilfe
- § 8 Kosten der Amtshilfe

Abschnitt 3 Europäische Verwaltungszusammenarbeit (seit 28. Dezember 2009)
- § 8a Grundsätze der Hilfeleistung
- § 8b Form und Behandlung der Ersuchen
- § 8c Kosten der Hilfeleistung
- § 8d Mitteilungen von Amts wegen
- § 8d Anwendbarkeit

Teil II Allgemeine Vorschriften über das Verwaltungsverfahren
Abschnitt 1 Verfahrensgrundsätze
- § 9 Begriff des Verwaltungsverfahrens
- § 10 Nichtförmlichkeit des Verwaltungsverfahrens
- § 11 Beteiligungsfähigkeit
- § 12 Handlungsfähigkeit
- § 13 Beteiligte
- § 14 Bevollmächtigte und Beistände
- § 15 Bestellung eines Empfangsbevollmächtigten
- § 16 Bestellung eines Vertreters von Amts wegen
- § 17 Vertreter bei gleichförmigen Eingaben
- § 18 Vertreter für Beteiligte bei gleichem Interesse
- § 19 Gemeinsame Vorschriften für Vertreter bei gleichförmigen Eingaben und bei gleichem Interesse
- § 20 Ausgeschlossene Personen
- § 21 Besorgnis der Befangenheit
- § 22 Beginn des Verfahrens
- § 23 Amtssprache
- § 24 Untersuchungsgrundsatz
- § 25 Beratung, Auskunft
- § 26 Beweismittel
- § 27 Versicherung an Eides statt
- § 27a Bekanntmachung im Internet
- § 27b Zugänglichmachung auszulegender Dokumente
- § 27c Erörterung mit Verfahrensbeteiligten oder der Öffentlichkeit
- § 28 Anhörung Beteiligter
- § 29 Akteneinsicht durch Beteiligte
- § 30 Geheimhaltung

Abschnitt 2 Fristen, Termine, Wiedereinsetzung
- § 31 Fristen und Termine
- § 32 Wiedereinsetzung in den vorigen Stand

Abschnitt 3 Amtliche Beglaubigung
- § 33 Beglaubigung von Dokumenten
- § 34 Beglaubigung von Unterschriften

Teil III Verwaltungsakt
Abschnitt 1 Zustandekommen des Verwaltungsaktes
- § 35 Begriff des Verwaltungsaktes
- § 36 Nebenbestimmungen zum Verwaltungsakt
- § 37 Bestimmtheit und Form des Verwaltungsaktes
- § 38 Zusicherung
- § 39 Begründung des Verwaltungsaktes
- § 40 Ermessen
- § 41 Bekanntgabe des Verwaltungsaktes
- § 42 Offenbare Unrichtigkeiten im Verwaltungsakt
- § 42a Genehmigungsfiktion

Abschnitt 2 Bestandskraft des Verwaltungsaktes
- § 43 Wirksamkeit des Verwaltungsaktes
- § 44 Nichtigkeit des Verwaltungsaktes
- § 45 Heilung von Verfahrens- und Formfehlern
- § 46 Folgen von Verfahrens- und Formfehlern
- § 47 Umdeutung eines fehlerhaften Verwaltungsaktes
- § 48 Rücknahme eines rechtswidrigen Verwaltungsaktes
- § 49 Widerruf eines rechtmäßigen Verwaltungsaktes
- § 49a Erstattung, Verzinsung
- § 50 Rücknahme und Widerruf im Rechtsbehelfsverfahren
- § 51 Wiederaufgreifen des Verfahrens
- § 52 Rückgabe von Urkunden und Sachen

Abschnitt 3 Verjährungsrechtliche Wirkungen des Verwaltungsaktes
- § 53 Hemmung der Verjährung durch Verwaltungsakt

Teil IV Öffentlich-rechtlicher Vertrag
- § 54 Zulässigkeit des öffentlich-rechtlichen Vertrags
- § 55 Vergleichsvertrag
- § 56 Austauschvertrag
- § 57 Schriftform
- § 58 Zustimmung von Dritten und Behörden
- § 59 Nichtigkeit des öffentlich-rechtlichen Vertrags
- § 60 Anpassung und Kündigung in besonderen Fällen
- § 61 Unterwerfung unter die sofortige Vollstreckung
- § 62 Ergänzende Anwendung von Vorschriften

Teil V Besondere Verfahrensarten
Abschnitt 1 Förmliches Verwaltungsverfahren
- § 63 Anwendung der Vorschriften über das förmliche Verwaltungsverfahren
- § 64 Form des Antrags
- § 65 Mitwirkung von Zeugen und Sachverständigen
- § 66 Verpflichtung zur Anhörung von Beteiligten
- § 67 Erfordernis der mündlichen Verhandlung
- § 68 Verlauf der mündlichen Verhandlung
- § 69 Entscheidung
- § 70 Anfechtung der Entscheidung
- § 71 Besondere Vorschriften für das förmliche Verfahren vor Ausschüssen

Abschnitt 1a Verfahren über eine einheitliche Stelle
- § 71a Anwendbarkeit
- § 71b Verfahren
- § 71c Informationspflichten
- § 71d Gegenseitige Unterstützung
- § 71e Elektronisches Verfahren

Abschnitt 2 Planfeststellungsverfahren
- § 72 Anwendung der Vorschriften über das Planfeststellungsverfahren
- § 73 Anhörungsverfahren
- § 74 Planfeststellungsbeschluss, Plangenehmigung
- § 75 Rechtswirkungen der Planfeststellung
- § 76 Planänderungen vor Fertigstellung des Vorhabens
- § 77 Aufhebung des Planfeststellungsbeschlusses
- § 78 Zusammentreffen mehrerer Vorhaben

Teil VI Rechtsbehelfsverfahren
- § 79 Rechtsbehelfe gegen Verwaltungsakte
- § 80 Erstattung von Kosten im Vorverfahren

Teil VII Ehrenamtliche Tätigkeit, Ausschüsse
Abschnitt 1 Ehrenamtliche Tätigkeit
- § 81 Anwendung der Vorschriften über die ehrenamtliche Tätigkeit
- § 82 Pflicht zu ehrenamtlicher Tätigkeit
- § 83 Ausübung ehrenamtlicher Tätigkeit
- § 84 Verschwiegenheitspflicht
- § 85 Entschädigung
- § 86 Abberufung
- § 87 Ordnungswidrigkeiten

Abschnitt 2 Ausschüsse
- § 88 Anwendung der Vorschriften über Ausschüsse
- § 89 Ordnung in den Sitzungen
- § 90 Beschlussfähigkeit
- § 91 Beschlussfassung
- § 92 Wahlen durch Ausschüsse
- § 93 Niederschrift

Teil VIII Schlussvorschriften
- § 94 Übertragung gemeindlicher Aufgaben
- § 95 Sonderregelung für Verteidigungsangelegenheiten
- § 96 Überleitung von Verfahren
- § 97
- § 98
- § 99
- § 100 Landesgesetzliche Regelungen
- § 101 Stadtstaatenklausel
- § 102 Übergangsvorschrift zu § 53
- § 102a Übergangsregelung für die Durchführung von Verwaltungsverfahren
- § 103